# 雅斯明·格拉博夫斯基
雅斯明·格拉博夫斯基（德語：Jasmin Grabowski，1991年11月7日—），旧姓屈尔布斯（Külbs），德国女子柔道运动员。她曾代表德国参加2016年和2020年夏季奥林匹克运动会柔道比赛，其中2020年奥运会获得一枚铜牌。